# Vessie natatoire
 (janvier 2010).
Si vous disposez d'ouvrages ou d'articles de référence ou si vous connaissez des sites web de qualité traitant du thème abordé ici, merci de compléter l'article en donnant les références utiles à sa vérifiabilité et en les liant à la section « Notes et références ».

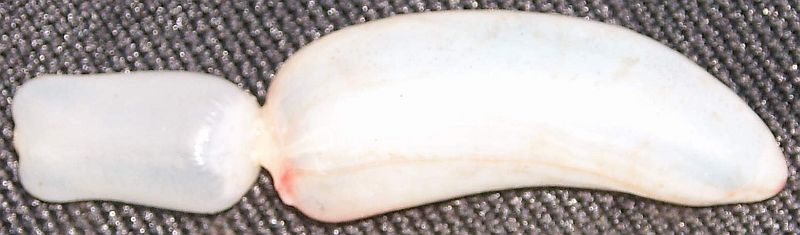
Vessie natatoire de gardon rouge.

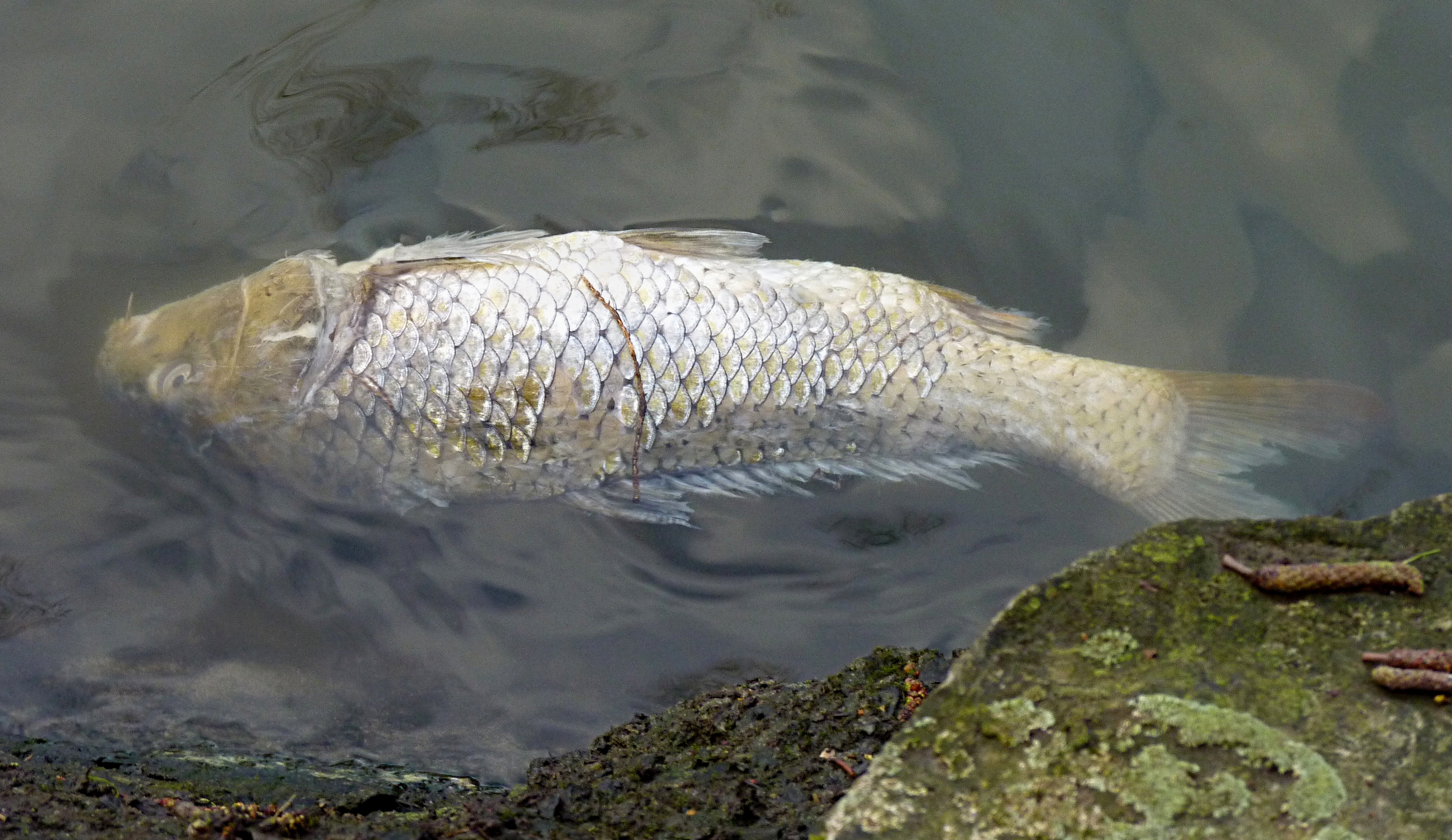
Le poisson mort remonte ventre en l'air en raison de la position ventrale de la vessie natatoire.

La vessie gazeuse, appelée improprement vessie natatoire car elle ne joue aucun rôle direct dans la locomotion, se présente comme un sac à paroi mince rempli de gaz chez les poissons osseux. C'est un organe qui a pour principale fonction de servir de « ballast » afin de faciliter l'équilibre et le déplacement du poisson dans la colonne d'eau. En ajustant sa flottabilité, elle lui permet ainsi de se mouvoir à la profondeur qu’il veut en ajustant sa densité à celle de l’eau dans laquelle il vit.
On a longtemps pensé qu'au cours de l'évolution de ces deux organes homologues, la vessie natatoire de certains poissons sarcoptérygiens a abouti à la formation des poumons primitifs dont les dipneustes et les tétrapodes ont hérité. Plusieurs biologistes et paléontologues remettent en cause cette version et avancent que ce serait en fait les poumons qui auraient évolué en une vessie natatoire. En effet, celle-ci est présente probablement de façon convergente chez les téléostéens et les chondrostéens, mais pas chez les actinoptérygiens basaux[Quoi ?] (polyptères, lépisostées…) ni chez aucun sarcoptérygien. Par conséquent, le principe de parcimonie implique une évolution des poumons vers la vessie natatoire et non l'inverse.

## Description

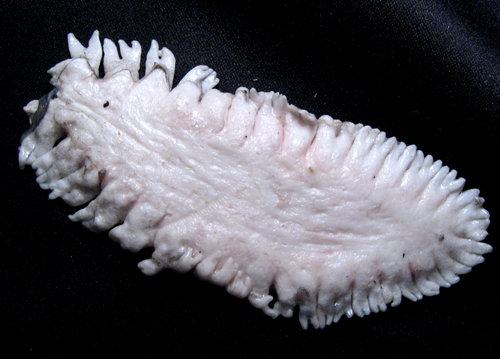
Vessie natatoire de merluche blanche.

La vessie natatoire est un diverticule de l'œsophage. Elle se situe dans l’abdomen des poissons, sous la colonne vertébrale.
Cette poche interne est issue d'une invagination de l'œsophage pendant l'embryogenèse. Elle est primitivement reliée à l'œsophage par un canal pneumatique qui, soit perdure à l'âge adulte (les poissons physostomes : Actinoptérygiens primitifs tels que les esturgeons, les anguilles, les harengs, et la plus grande famille d'eau douce, les Cyprinidae qui comprend notamment les carpes), soit s'oblitère chez l'adulte (poissons physoclistes : Téléostéens évolués tels que les perches, les morues, les merlans, les lieus, les cochons de mer, poissons-globes).
Ce sac est rempli principalement de dioxygène, de dioxyde de carbone et de diazote. La composition du mélange varie selon l'espèce et la profondeur. Certains poissons avalent de l’air pour contrôler le volume de gaz qu’ils ont dans leur vessie (vessie gazeuse physostome) reliée à l'œsophage par le conduit pneumatique ; inversement, ils peuvent « roter » en évacuant rapidement du gaz de leur vessie natatoire par le même canal et en l'expulsant par la bouche et les chambres branchiales. D’autres poissons contrôlent le volume de gaz dans leur vessie grâce à des processus physiques et chimiques assurés par des glandes gazeuses (vessie gazeuse physocliste). La vessie natatoire n'est donc pas remplie d’air, mais d'un mélange d’air et de gaz échangés avec le sang du poisson. Ces échanges passent par le réseau de vaisseaux sanguins qui irrigue la paroi de la vessie natatoire et chez les poissons d'eaux profondes, le gaz entre et sort par le système circulatoire.
Les poissons plats qui vivent au fond de l’eau n’ont pas de vessie natatoire. Les poissons cartilagineux (requins, pastenagues…) et certains Téléostéens pélagiques (maquereaux, sardines, anchois…) sont aussi des poissons sans vessie natatoire et doivent toujours nager pour ne pas couler au fond de l’eau. Leur squelette est cependant fait de cartilage moins dense que l'eau, ils ont donc moins de difficultés à se maintenir que s'ils étaient osseux.

## Rôle dans l'équilibre
La position du centre de masse du poisson par rapport à celle du centre de flottabilité, influe sur sa stabilité dans le flux d'eau.
Chez de nombreux poissons la vessie natatoire est nettement décalée (vers le bas) par rapport au centre de gravité du poisson, ce qui favorise un équilibre dynamique, plus consommateur d'énergie mais permettant des mouvements plus vifs et contrôlés. Le poisson n'est pas passivement "suspendu" à un flotteur interne.

## Rôle dans la flottaison

### La flottabilité nulle
On parle de flottabilité nulle lorsqu’un poisson est en état d’impesanteur dans l’eau. Il peut alors s’alimenter, échapper aux prédateurs, se reproduire, etc. S'il ne pouvait pas conserver une flottabilité nulle, il devrait dépenser beaucoup trop d’énergie en nageant afin de se tenir au même niveau de profondeur. C’est de cette façon qu'il peut rester au même endroit quasiment sans bouger de nageoire.
Les poissons ont différentes techniques pour se tenir en flottabilité nulle. Certains, par processus évolutif, ont enlevé une masse d’os et de muscles lourds à supporter et d’autres utilisent leur vessie natatoire pour régler le niveau auquel ils flottent.

### La pression sur la vessie natatoire
Lorsqu'un poisson descend, la pression réduit la taille de sa vessie. Si le poisson remonte à la surface la pression de l’eau diminue, le gaz se dilate et le volume de la vessie du poisson augmente.
Quand la vessie du poisson change de volume, le volume du poisson change aussi. La pression fait diminuer son volume, ça signifie que sa densité moyenne augmente et que la flottabilité diminue. Quand le poisson remonte à la surface, sa densité moyenne diminue et sa flottabilité augmente.
À 2 000 mètres de profondeur, la pression de l’eau réduit la vessie à 1/200e de son volume à la surface. Le gaz que la vessie contient étant 200 fois plus dense, la flottabilité est presque nulle. Pourtant le poisson peut évoluer à une profondeur deux fois plus grande, contrebalançant celle de l’eau.

### Stabilité et dynamique du poisson
On voit souvent que des poissons morts flottent le ventre en l'air. Cela montre que, pour ces poissons, le centre de flottaison est en dessous de leur centre de gravité : ils ne flottent pas comme un dirigeable, avec la masse en dessous, mais plutôt comme un équilibriste juché sur un ballon.
Cette disposition, instable, nécessite un petit effort d'équilibre permanent, mais elle participe à l'étonnante manœuvrabilité des poissons qu'un unique coup de nageoire suffit à faire changer de direction.

### Troubles et maladies de la vessie natatoire
La météorisation se produit quand un poisson monte à la surface trop vite (dans un filet ou par des courants par exemple), ce qui perturbe le fonctionnement de la vessie natatoire. En effet, il y a un effet rétroactif : lorsque le poisson monte, la pression diminue ; cela fait gonfler la vessie natatoire et augmenter la flottabilité du poisson, ce qui tend à le faire monter encore plus vite. Si le processus s'emballe, si le poisson ne parvient pas à réduire assez vite le volume de sa vessie, elle peut se rompre, ce qui le tue (soit par hémorragie soit par épuisement à force de devoir nager pour ne pas couler).
Des infections (virales ou bactériennes) peuvent perturber le fonctionnement de la vessie natatoire, avec éventuellement des conséquences graves pour le poisson. Quelques parasites ciblent cet organe à un stade de leur vie, c'est le cas de Anguillicola crassus, parasite introduit en Europe et qui contribue à la très forte et rapide régression des populations d'Anguille européenne

## Autres fonctions auxiliaires de la vessie natatoire

### Respiration
Certains poissons comme les Ginglymodes utilisent leur vessie natatoire comme organe auxiliaire de la respiration grâce à l'irrigation sanguine de la poche. Jouant ainsi le rôle de poumons « primitifs », parallèlement aux branchies.

### Organe sonore
La contraction à haute fréquence des muscles qui entourent la partie crânienne de la vessie natatoire permet de produire des sons (cris de détresse, de chasse, en période de reproduction) faisant vibrer la vessie chez 109 des 800 familles de poissons téléostéens adultes connues. La vessie joue le rôle d'un organe vibratoire (et non d'une caisse de résonance comme pouvait le faire penser le poisson crapaud Porichthys (en)), comme chez le Maigre, la famille des Triglidae ou le piranha à ventre rouge qui a un cri similaire à l'aboiement.

### Remarques
La présence et la taille d'une vessie natatoire influe sur la diffusion du son par les organismes aquatiques et sur le type d'écho (signal) renvoyé par les poissons quand ils sont dans le champ d'un sonar (échosondeur) ; la taille, forme et volume de la vessie natatoire est même le facteur le plus important (par rapport à la longueur ou au comportement des poissons) ; et « l'angle de la vessie natatoire relativement à l’onde sonore incidente affecte l’amplitude de diffusion à toutes les fréquences. Les mesures de la rétrodiffusion provenant des poissons avec vessie natatoire sont relativement robustes lorsque le rapport entre la longueur des poissons et la longueur d’onde de la fréquence acoustique se situe entre les valeurs 2 et 10. A mesure que ce rapport augmente, l’amplitude des échos dépend de plus en plus de l’aspect de la vessie et atteint un maximum lorsque celle-ci est perpendiculaire au front d’onde acoustique ».

## Utilisations
Les vessies de certains poissons étaient autrefois utilisés pour produire une colle de poisson de haute-qualité.
La vessie du Totoaba macdonaldi est vendue à haut prix comme mets de grand luxe ou comme ingrédient de la médecine traditionnelle chinoise, ce qui décime la population : l'espèce est classée en danger critique d'extinction. Sa capture aux filets dérivants fait une autre victime, le Marsouin du golfe de Californie, lui aussi en danger critique d'extinction.
Une anecdote souvent citée veut que la membrane extérieure translucide de ces vessies, extrêmement fine car constituée de très peu de couches de cellules, était utilisée pour fabriquer des préservatifs conçus pour être réutilisables. Cette utilisation n'est pas démontrée.